# DFB-Pokal der Frauen 1996-1997
La DFB-Pokal der Frauen 1996-1997 è stata la 17ª edizione della Coppa di Germania riservata alle squadre di calcio femminile. La finale si è svolta all'Olympiastadion di Berlino ed è stata vinta dal Grün-Weiß Brauweiler, per la terza volta, superando le avversarie dell'Eintracht Rheine per 3-1.

## Primo Turno
Numerosi club hanno passato il turno automaticamente e si sono qualificati al Secondo Turno. Le gare si sono svolte nel mese di agosto 1996. Il VfL Wittekind Wildeshausen non partecipa alla competizione per motivi sconosciuti.
| Squadra 1               | Risultato | Squadra 2              |
| ----------------------- | --------- | ---------------------- |
| Rot-Weiß Hillen         | 0 - 6     | Grün-Weiß Brauweiler   |
| SV Brackel              | 0 – 8     | FC Rumeln-Kaldenhausen |
| SpVgg Oberaußem-Fortuna | 0 - 4     | Eintracht Rheine       |
| TuS Köln                | 0 - 6     | Siegen                 |
| Polizei SV Rostock      | 1 - 5     | SSV Schmalfeld         |
| Amburgo                 | 0 - 8     | Turbine Potsdam        |
| TuS Westerholz          | 1 - 5     | TeBe Berlino           |
| Fortuna Magdeburg       | 2 - 3     | Wolfsburg              |
| Bad Neuenahr            | 1 - 8     | Niederkirchen          |
| SV Dirmingen            | 1 – 9     | TuS Ahrbach            |
| SV Ellingen             | 0 - 12    | Saarbrücken            |
| TSV Schwaben Augsburg   | 0 - 4     | FSV Francoforte        |
| SG Kirchhardt           | 1 - 5     | Sindelfingen           |
| Wacker München          | 1 - 0     | Klinge Seckach         |
| Jena                    | 0 - 4     | Crailsheim             |
| Fortuna Dresden-Rähnitz | 1 - 3     | FSV DJK Schwarzbach    |

## Secondo Turno
Le gare si sono svolte il 22 settembre 1996.
| Squadra 1              | Risultato | Squadra 2                   |
| ---------------------- | --------- | --------------------------- |
| DJK Willich            | 0 - 10    | Eintracht Rheine            |
| GSV Moers              | 0 – 9     | Grün-Weiß Brauweiler        |
| DJK Arminia Ibbenbüren | 0 - 10    | FC Rumeln-Kaldenhausen      |
| Jahn Delmenhorst       | 1 - 6     | Turbine Potsdam             |
| Turbine Potsdam II     | 0 - 4     | Wolfsburg                   |
| Hertha Zehlendorf      | 2 - 0     | Fortuna Sachsenroß Hannover |
| Polizei SV Bremen      | 0 - 2     | TeBe Berlino                |
| Nagema Neubrandenburg  | 0 - 9     | SSV Schmalfeld              |
| TuS Wörrstadt          | 0 - 3     | Niederkirchen               |
| SC Siegelbach          | 1 – 4     | Saarbrücken                 |
| Siegen                 | 3 - 1     | TuS Ahrbach                 |
| Gießen                 | 0 - 4     | Sand                        |
| TSV Ludwigsburg        | 0 - 1     | FSV DJK Schwarzbach         |
| FV Löchgau             | 0 - 15    | FSV Francoforte             |
| Wacker München         | 0 - 12    | Praunheim                   |
| Crailsheim             | 1 - 4     | Sindelfingen                |

## Terzo Turno
Le gare si sono svolte il 20 ottobre 1996.
| Squadra 1        | Risultato   | Squadra 2                   |
| ---------------- | ----------- | --------------------------- |
| Sindelfingen     | 4 - 1       | Sand                        |
| Eintracht Rheine | 4 – 1       | Fortuna Sachsenroß Hannover |
| Wolfsburg        | 0 - 5       | Grün-Weiß Brauweiler        |
| Siegen           | 2 - 1 (dts) | Praunheim                   |
| FSV Francoforte  | 3 - 0 (dts) | Niederkirchen               |
| Saarbrücken      | 1 - 3       | FC Rumeln-Kaldenhausen      |
| Turbine Potsdam  | 7 - 3       | TeBe Berlino                |
| SSV Schmalfeld   | 1 - 0       | FSV DJK Schwarzbach         |

## Quarti di finale
Le gare si sono svolte il 1 dicembre 1996.
| Squadra 1              | Risultato      | Squadra 2            |
| ---------------------- | -------------- | -------------------- |
| Sindelfingen           | 1 - 4          | Grün-Weiß Brauweiler |
| FC Rumeln-Kaldenhausen | 2 - 0          | Siegen               |
| SSV Schmalfeld         | 0 - 6          | Turbine Potsdam      |
| Eintracht Rheine       | 2 - 2(4-2 dtr) | FSV Francoforte      |

## Semifinali
Le gare si sono svolte tra il 29 e 30 marzo 1997.
| Squadra 1            | Risultato   | Squadra 2              |
| -------------------- | ----------- | ---------------------- |
| Turbine Potsdam      | 2 - 3       | Eintracht Rheine       |
| Grün-Weiß Brauweiler | 4 - 3 (dts) | FC Rumeln-Kaldenhausen |

## Finale
| Arbitro: | Christel Zdunek (Leimen) |

|                                |           |                |
| Klein 43’ Fuss 63’ Holinka 77’ | Marcatori | 76’ Unterbrink |